# Kolešov
Kolešov (německy Koleschau) je obec v okrese Rakovník ve Středočeském kraji. Leží zhruba 13 kilometrů severozápadně od Rakovníka a 11 kilometrů jihovýchodně od Podbořan. Žije zde 154 obyvatel.

## Název
Název je, podobně jako u nedalekých Kolešovic, odvozen od osobního jména Koleš, domácké podoby jinak nedoloženého jména *Kolimír.

## Historie
První písemná zmínka o vesnici (villam feodalem Colessow) pochází z roku 1319.

## Obyvatelstvo
Při sčítání lidu v roce 1921 zde žilo 343 obyvatel (z toho 164 mužů), z nichž bylo 27 Čechoslováků a 316 Němců. Všichni se hlásili k římskokatolické církvi. Podle sčítání lidu z roku 1930 měla vesnice 354 obyvatel: 59 Čechoslováků a 295 Němců. Kromě římskokatolické většiny zde žilo sedm evangelíků, pět členů církve československé a tři lidé bez vyznání.
| Rok            | 1869 | 1880 | 1890 | 1900 | 1910 | 1921 | 1930 | 1950 | 1961 | 1970 | 1980 | 1991 | 2001 | 2011 | 2021 |
| -------------- | ---- | ---- | ---- | ---- | ---- | ---- | ---- | ---- | ---- | ---- | ---- | ---- | ---- | ---- | ---- |
| Počet obyvatel | 334  | 347  | 308  | 326  | 319  | 343  | 354  | 153  | 153  | 147  | 152  | 120  | 101  | 128  | 135  |
| Počet domů     | 45   | 46   | 48   | 53   | 56   | 59   | 69   | 66   | 45   | 40   | 41   | 46   | 46   | 48   | 50   |

## Obecní správa

### Územněsprávní začlenění
Dějiny územněsprávního začleňování zahrnují období od roku 1850 do současnosti. V chronologickém přehledu je uvedena územně administrativní příslušnost obce v roce, kdy ke změně došlo:
- 1850 země česká, kraj Cheb, politický okres Žatec, soudní okres Podbořany[9]
- 1855 země česká, kraj Žatec, soudní okres Podbořany
- 1868 země česká, politický i soudní okres Podbořany
- 1939 Sudetenland, vládní obvod Karlovy Vary, politický i soudní okres Podbořany[10]
- 1945 země česká, správní i soudní okres Podbořany[11]
- 1949 Karlovarský kraj, okres Podbořany[12]
- 1960 Středočeský kraj, okres Rakovník
- k 1. lednu 1980 Středočeský kraj, okres Rakovník, obec Hořovičky[13]
- k 24. listopadu 1990 Středočeský kraj, okres Rakovník[13]
- 2003 Středočeský kraj, obec s rozšířenou působností Rakovník

Od roku 1960 do 31. prosince 1979 k obci patřil Bukov.

### Obecní symboly
Znak a vlajka byly obci uděleny rozhodnutím předsedkyně Poslanecké sněmovny Parlamentu České republiky dne 18. května 2012.

## Společnost

### Rok 1932
Ve vsi Kolešov (něm. Koleschau, 343 obyvatel) byly v roce 1932 evidovány tyto živnosti a obchody: elektroinstalace, rolník, 3 řezníci, 3 hostince, 2 obchody se smíšeným zbožím, kovář, 2 obuvníci, Spar- und Darlehenskassenverein für Koleschau, trafika, pojišťovací jednatelství, kolář.

## Doprava
Dopravní síť
- Pozemní komunikace – Do obce vede silnice III. třídy. Mimo střed obce vede katastrem silnice I/6 Praha - Karlovy Vary.
- Železnice – Železniční trať ani stanice na území obce nejsou.

Veřejná doprava 2011
- Autobusová doprava – V zastávkách Kolešov zastavovaly autobusové linky jedoucí např. do těchto cílů: Kadaň, Klášterec nad Ohří, Most, Plzeň, Podbořany, Rakovník, Teplice, Ústí nad Labem, Žatec.

## Galerie

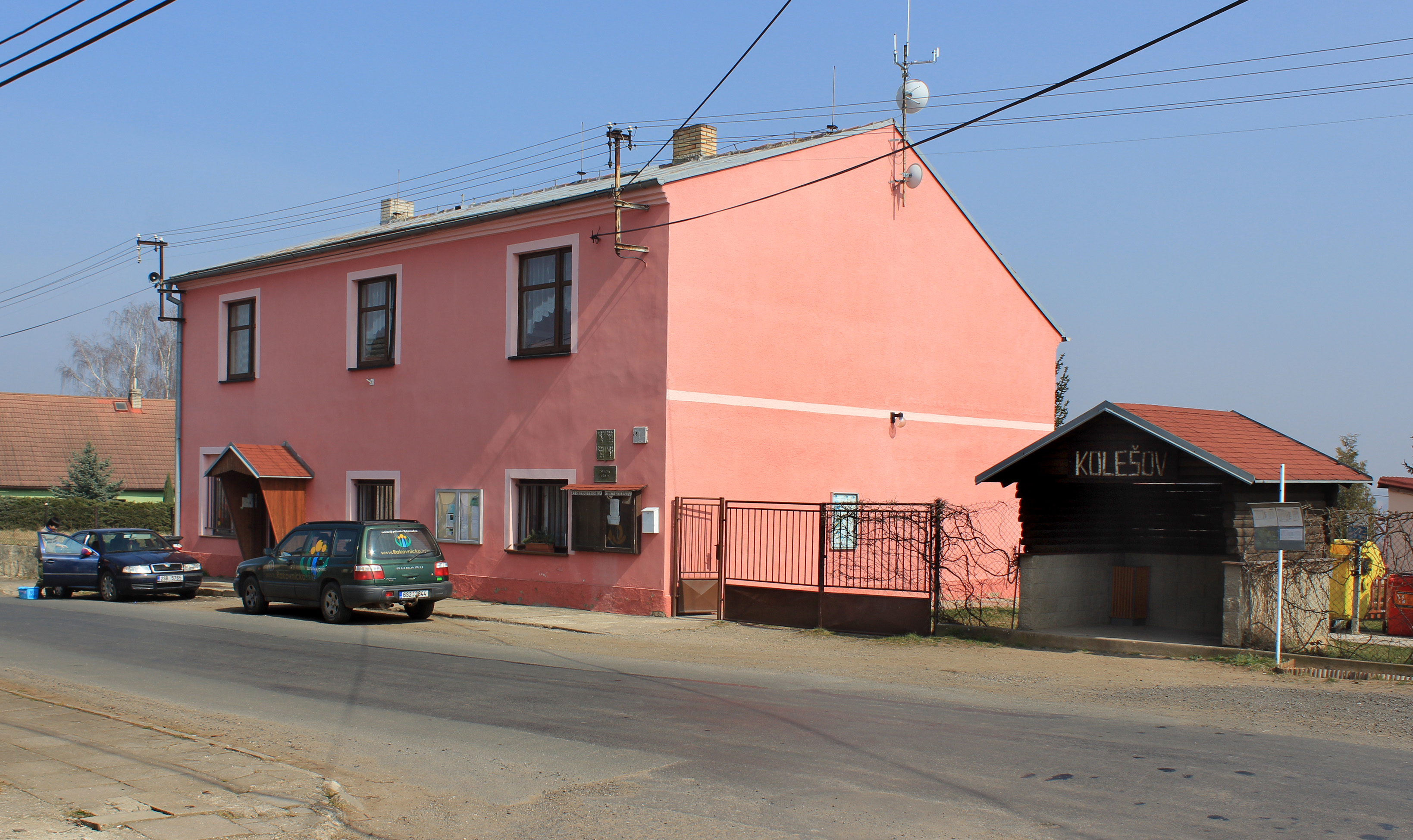
Obecní úřad
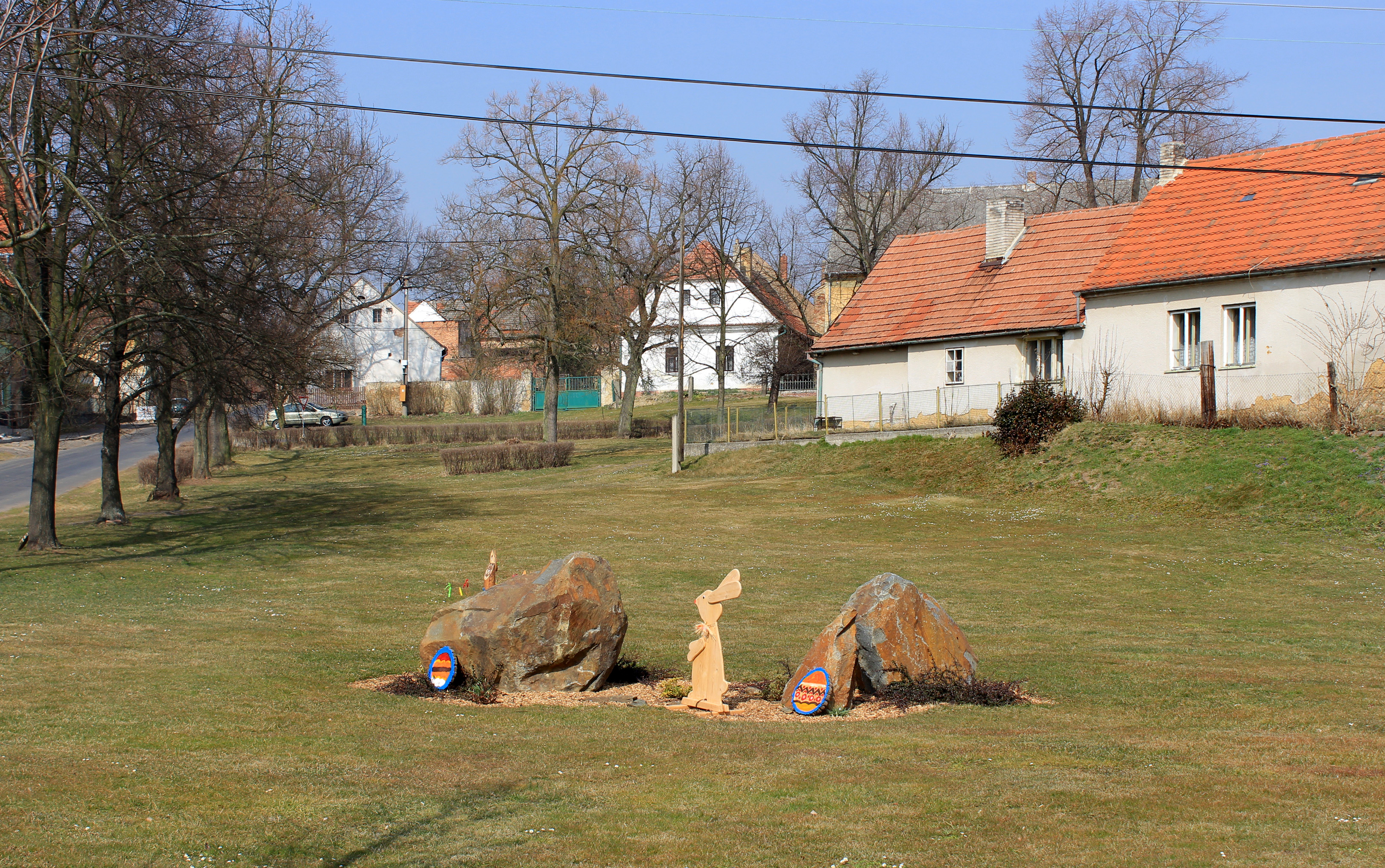
Náves
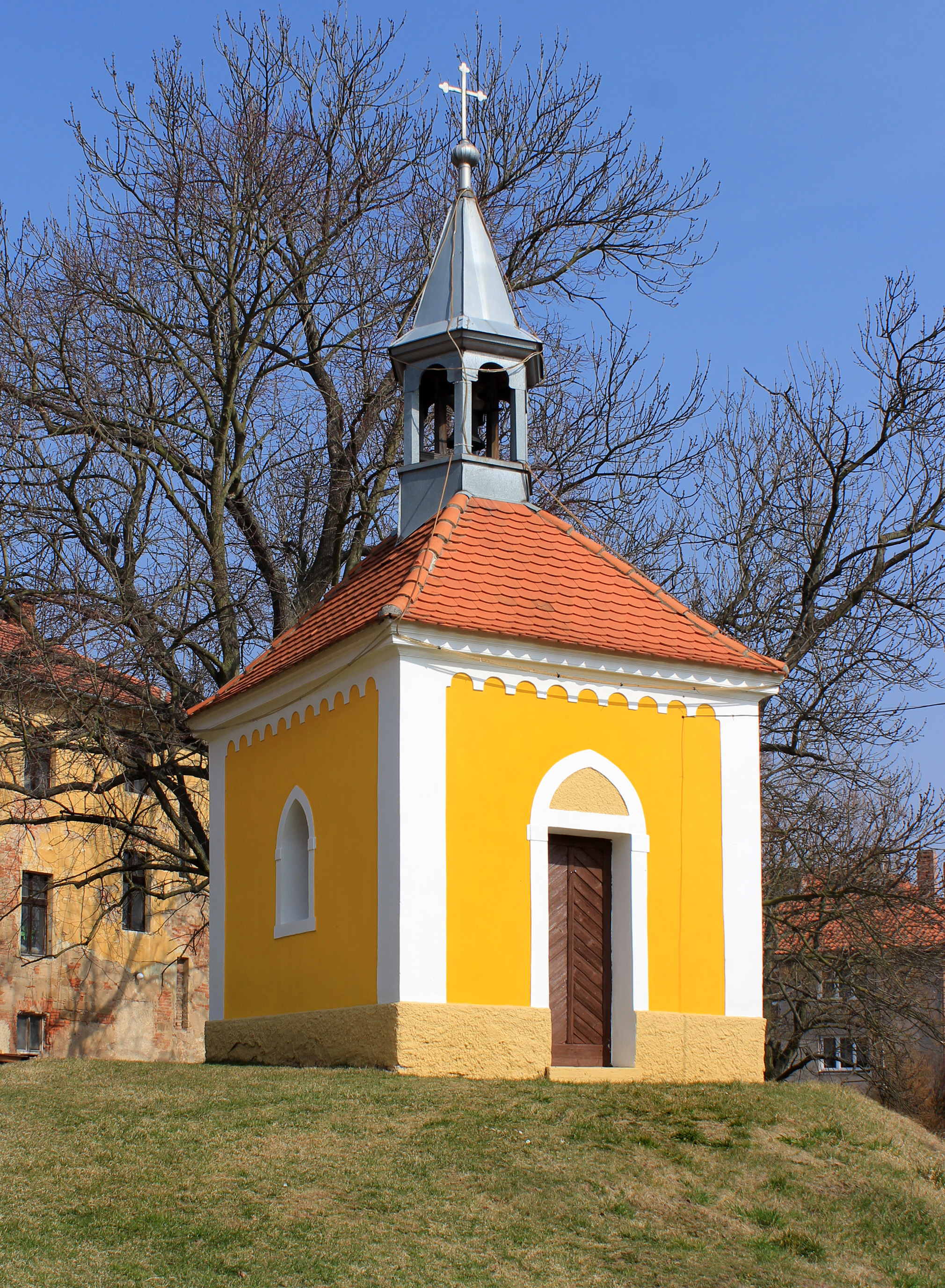
Kaple na návsi
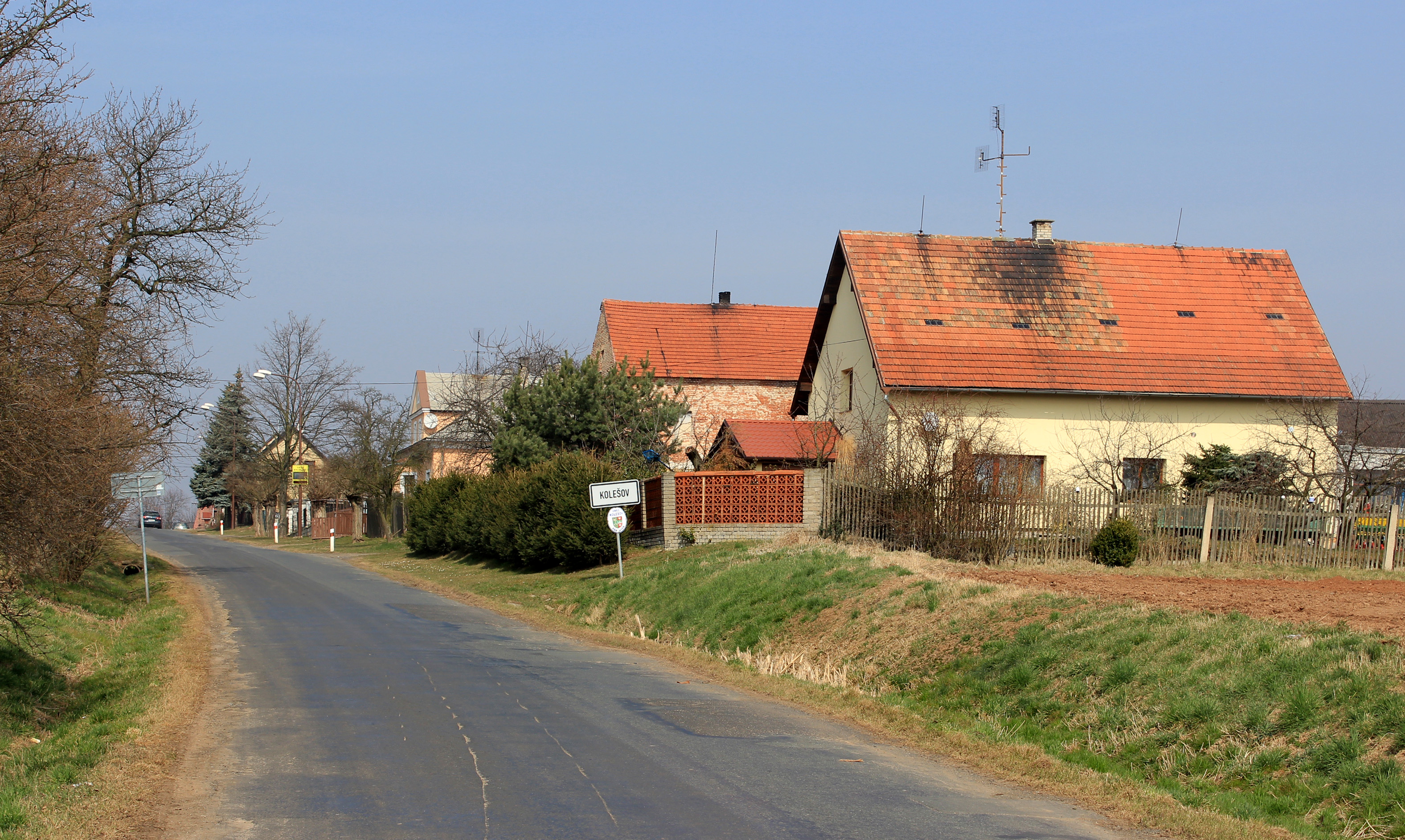
Příjezd do vsi